# Cesare Guerrieri Gonzaga
Cesare Guerrieri Gonzaga (nascido em 2 de março de 1749 em Mântua e falecido em 5 de fevereiro de 1832 em Roma) foi um cardeal italiano.

## Biografia
Nasceu em Mântua em 2 de março de 1749. De uma família aristocrática da Lombardia. Filho do marquês Bonaventura Guerrieri Gonzaga, oficial do exército imperial, e da marquesa Lucia Valenti Gonzaga. Sobrinho-neto do cardeal Silvio Valenti Gonzaga (1738). Sobrinho do cardeal Luigi Valenti Gonzaga (1776).
Estudou no Collegio Nazareno , em Roma, de 1758 a 1767.
Em abril de 1776, ele foi enviado pelo Papa Pio VI a Madri como capazgato para levar o barrete vermelho a seu tio, o cardeal Luigi Valenti Gonzaga, que havia sido promovido a cardinalato. Entrou na prelatura romana como prelado doméstico de Sua Santidade e referendário dos Tribunais da Assinatura Apostólica de Justiça e da Graça em 5 de junho de 1778. Não teve uma carreira ativa em Roma e retirou-se para sua família em Mântua, Florença e mais tarde, com seu sobrinho Marquês Enrico Gualterio di Corgnolo, para Orvieto durante as duas ocupações francesas dos Estados Pontifícios. Decano do capítulo da basílica patriarcal do Vaticano. Após a restauração papal em Roma, foi nomeado commendatario do Archhospital de Santo Spirito in Sassia, Roma, 9 de março de 1816. Tesoureiro geral da Câmara Apostólica, 22 de julho de 1816 até sua promoção ao cardinalato; pró-tesoureiro desde sua promoção até a nomeação de Belisario Cristaldi em 4 de junho de 1820. Presidente da Congregação do Recenseamento, em 22 de julho de 1816. Secretário da SC de Bispos e Regulares.
Ordenado (nenhuma informação encontrada).
Criado cardeal diácono no consistório de 27 de setembro de 1819; recebeu o chapéu vermelho, 30 de setembro; e a diaconia de S. Adriano, 17 de dezembro de 1819. Participou do conclave de 1823, que elegeu o Papa Leão XII. O Papa Leão XII, seu amigo de longa data, nomeou-o pró-secretário dos Memoriais em 15 de novembro de 1824; ocupou o cargo até 1829. Camerlengo do Sagrado Colégio dos Cardeais, de 13 de março de 1826 até 9 de abril de 1827. Participou do conclave de 1829, que elegeu o Papa Pio VIII. Nomeado secretário dos Memoriais, em abril de 1829. Participou do conclave de 1830-1831, que elegeu o Papa Gregório XVI.
Morreu em Roma em 5 de fevereiro de 1832, de apoplexia, no palazzo Giorgini na via Magnanapoli, Roma, onde residia. Exposto na igreja de S. Maria em Trastevere, Roma, onde teve lugar o funeral; e enterrado junto ao túmulo de seu tio-avô, o cardeal Valenti Gonzaga, na igreja franciscana de S. Bonaventura alla Polveriera, no Monte Palatino, Roma.

## Link externo
- Cesare Guerrieri Gonzaga
- catholic-hierarchy.org